# John Burgoyne
John Burgoyne (Sutton, 24 febbraio 1722 – Londra, 4 agosto 1792) è stato un militare, politico e drammaturgo britannico.
Durante la guerra d'indipendenza americana, nel 1777 assunse il comando del corpo di spedizione anglo-tedesco incaricato di effettuare una difficile offensiva dal Canada lungo la valle del fiume Hudson. Dopo alcuni successi iniziali, Burgoyne, ambizioso e temerario, avanzò imprudentemente nel cuore del territorio nemico e si fece accerchiare dalle milizie americane che lo costrinsero alla resa a Saratoga con tutte le sue truppe superstiti.
La clamorosa sconfitta, di cui egli fu il principale responsabile, segnò una svolta decisiva della guerra d'America.

## Biografia
Burgoyne nacque il 24 febbraio 1722 a Sutton, un sobborgo di Londra. Nel 1740, raggiunta l'età di diciotto anni, entrò nell'esercito britannico.
Tra il 1756 ed il 1763 partecipò alla guerra dei sette anni venendo eletto, nel 1761, al Parlamento del Regno Unito. Nel 1772 ottenne la promozione a maggior generale e iniziò a pubblicare opere teatrali, che gli procurarono un buon successo come drammaturgo.
Nel 1775 fu inviato nelle colonie americane assieme a William Howe ed Henry Clinton per affiancare a Boston il generale Thomas Gage. Venne inviato in Canada nel 1776 come spalla del generale Guy Carleton a cui attribuì gli iniziali insuccessi subiti dalle truppe inglesi.
Tornato a Londra, gli furono affidati 10.500 uomini con cui riconquistò il forte Ticonderoga il 4 luglio 1777 e il forte Edward il 24 luglio dello stesso anno. Le perdite furono tuttavia ingenti. Dopo questi successi iniziali la situazione di Burgoyne divenne difficile a causa della carenza di rifornimenti, delle sconfitte dei suoi luogotenenti e delle crescenti forze americane che furono concentrate contro di lui. Dopo le sconfitte del 18 settembre e del 7 ottobre 1777 a Stillwater contro le truppe americane dei generali Benedict Arnold e Horatio Gates, egli venne completamente accerchiato a Saratoga e il 17 ottobre fu costretto alla resa con i superstiti del corpo di spedizione anglo-tedesco.
Secondo alcuni autori (tra i quali George Bernard Shaw in nota a Il discepolo del diavolo, commedia in cui Burgoyne figura tra i personaggi principali), la sua sconfitta fu dovuta alla mancata comunicazione da parte di Lord George Germain dell'ordine di ricongiungimento con le truppe di Howe ad Albany. Altri storici invece ritengono che Burgoyne abbia agito con grande imprudenza, sottovalutando le milizie americane e trascurando gli avvertimenti dei suoi subordinati e che quindi egli sia stato il principale responsabile della catastrofe del suo esercito.
Tornato nel 1783 in patria fu violentemente criticato per la capitolazione. Nel 1786 pubblicò L'ereditiera, che fu il suo più grande successo teatrale. Morì il 4 agosto 1792 nella sua casa di Londra.